# The Wall Live
The Wall Live es una gira mundial del conocido álbum The Wall de la banda británica Pink Floyd, que se lleva a cabo a partir del 15 de septiembre de 2010 en Toronto, Canadá, por su exlíder y principal compositor, Roger Waters, como reseña del 30º aniversario del lanzamiento del álbum en noviembre de 1979. Por el momento hay confirmadas 56 fechas en Estados Unidos y Canadá, y 63 fechas para el año 2011 en Europa, comenzando el 21 de marzo en Lisboa, Portugal; en junio de 2011 se confirmó la visita de la gira a Oceanía y Sudamérica para principios de 2012, iniciando esta etapa el 27 de enero en Perth, Australia y el 2 y 3 de marzo en Santiago de Chile, siguiendo su recorrido por Buenos Aires, donde ha quebrado un récord al agotar alrededor de 400.000 entradas para los 9 shows que se realizaron en el famoso Estadio River Plate (los días 7, 9, 10, 12, 14, 15, 17, 18 y 20 de marzo), superando a la banda local Soda Stereo. Al final del recorrido, Roger Waters hizo su paso por Brasil. Es considerado como uno de los shows más monumentales que se haya visto, y con una recaudación e 458 673 798 de dólares, ubican a la gira en el puesto número 3 de Las giras más exitosas de todos los tiempos. El 21 de julio, Waters dio el último concierto de The Wall, pero más tarde aclaró que continuará la gira en 2013 (comenzando por Francia) y confirmó el lanzamiento de un nuevo álbum.
Con un claro mensaje antibélico se propuso, en su sitio oficial, a los seguidores un homenaje a todas aquellas personas que han sido víctima de las guerras, pudiendo publicar una foto en el sitio web; como parte de este mensaje, se utiliza un fragmento de un discurso realizado por el presidente estadounidense Dwight Eisenhower:

Every gun that is made, every warship launched, every rocket fired, signifies, in the final sense, a theft, from those who hunger, and are not fed, those who are cold, and not clothed
Cada arma que es creada, cada barco de guerra lanzado, cada misil disparado, significa, en el sentido final, un robo, a los que tienen hambre, y que no son alimentados, aquellos que tienen frío, y no son abrigados.

## Banda
Los músicos acompañantes de Waters en esta ocasión, probablemente la última gira que llevará a cabo según él mismo,[cita requerida] serán gran parte de la banda que lo acompañó en su última gira The Dark Side of the Moon Live durante 2006 y 2007.
El 10 de julio de 2010, Roger Waters y David Gilmour interpretaron un conjunto de canciones en el marco de un evento benéfico realizado en Kiddington Hall de Oxfordshire, Gran Bretaña, con el objeto de juntar fondos en pro de la organización no lucrativa Hoping Foundation, siendo su primera reunión luego del Live 8 en el año 2005; después de dicho evento, Waters confirmó la posibilidad de tener a Gilmour como invitado en la interpretación de Comfortably Numb, dicha reunión se llevó a cabo en el O2 Arena de Londres, el 12 de mayo de 2011, además, sobre el final del show, en Outside the Wall, Waters presentó a Gilmour, y sorpresivamente a Nick Mason, para sumarse a la interpretación de la última canción. El sonido de los conciertos es considerado como el mejor que jamás se haya visto y la magnitud del espectáculo(que incluye marionetas, avión, fuegos artificiales) lo condecoran como quizá la mejor gira de todos los tiempos. Waters dijo que posteriormente a la gira va a dejar definitivamente la música, aunque los rumores apuntan a que repasará The Wall nuevamente pero sumando a Gilmour y a Mason a la gira, para decretar la última gira de Pink Floyd.
A diferencia de sus giras anteriores, por primera vez no hay coristas femeninas, entre las que se destacaban Katie Kissoon, P.P. Arnold y Carol Kenyon.

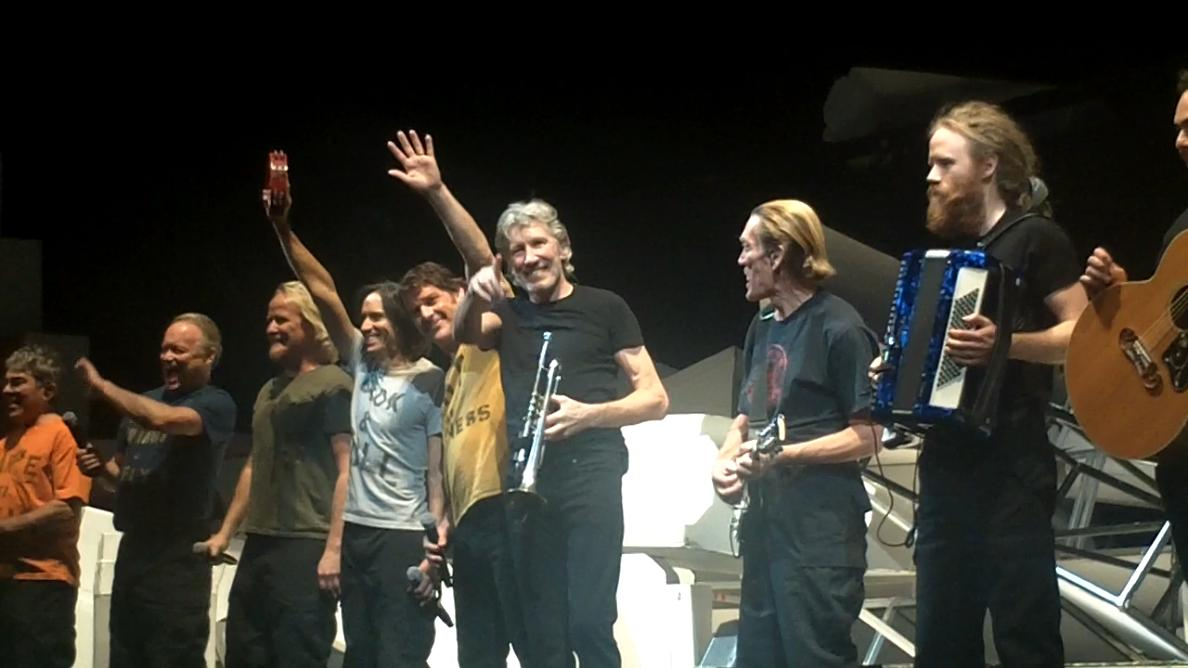
Roger Waters y su banda interpretando "Outside the Wall" en el final del concierto.

- Roger Waters: voz principal, bajo, guitarras, trompeta, clarinete.
- Dave Kilminster: guitarras (guitarrista de la banda desde 2006)
- Snowy White: guitarras (interpretó junto a Pink Floyd en la Gira In The Flesh de 1977 y durante la gira The Wall en 1980 y 1981; también participó en el primer disco solista de Richard Wright, Wet Dream de 1978).
- George Edward Smith: guitarras, bajo (fue guitarrista de la banda de Bob Dylan, líder de Hall & Oates y director musical del Saturday Night Live)
- Graham Broad: batería y percusión (fue parte de la banda solista de Waters desde 1987, con la gira Radio K.A.O.S.).
- Jon Carin: teclados, sintetizador, guitarras, voz (interpretó junto a Pink Floyd en las giras posteriores a la partida de Roger Waters de la banda, en  A Momentary Lapse of Reason Live Tour durante 1987, 1988 y 1989; y la gira The Division Bell Live Tour de 1994, muy conocida por el álbum en vivo P.U.L.S.E., como también ha sido parte de la banda de la última gira de David Gilmour, On an Island Live 2006).
- Harry Waters: piano, órgano, sintetizador (hijo de Roger Waters, formó parte de la banda desde 2002, en In The Flesh Tour; en el álbum The Wall se escucha su voz en la introducción de la canción «Goodbye Blue Sky»: "Look, mummy, there's an aeroplane up in the sky").
- Robbie Wycoff: voz principal
- Jon Joyce: coros
- Kipp Lennon: coros (los hermanos Lennon conforman la banda Venice)
- Mark Lennon: coros
- Michael Lennon: coros

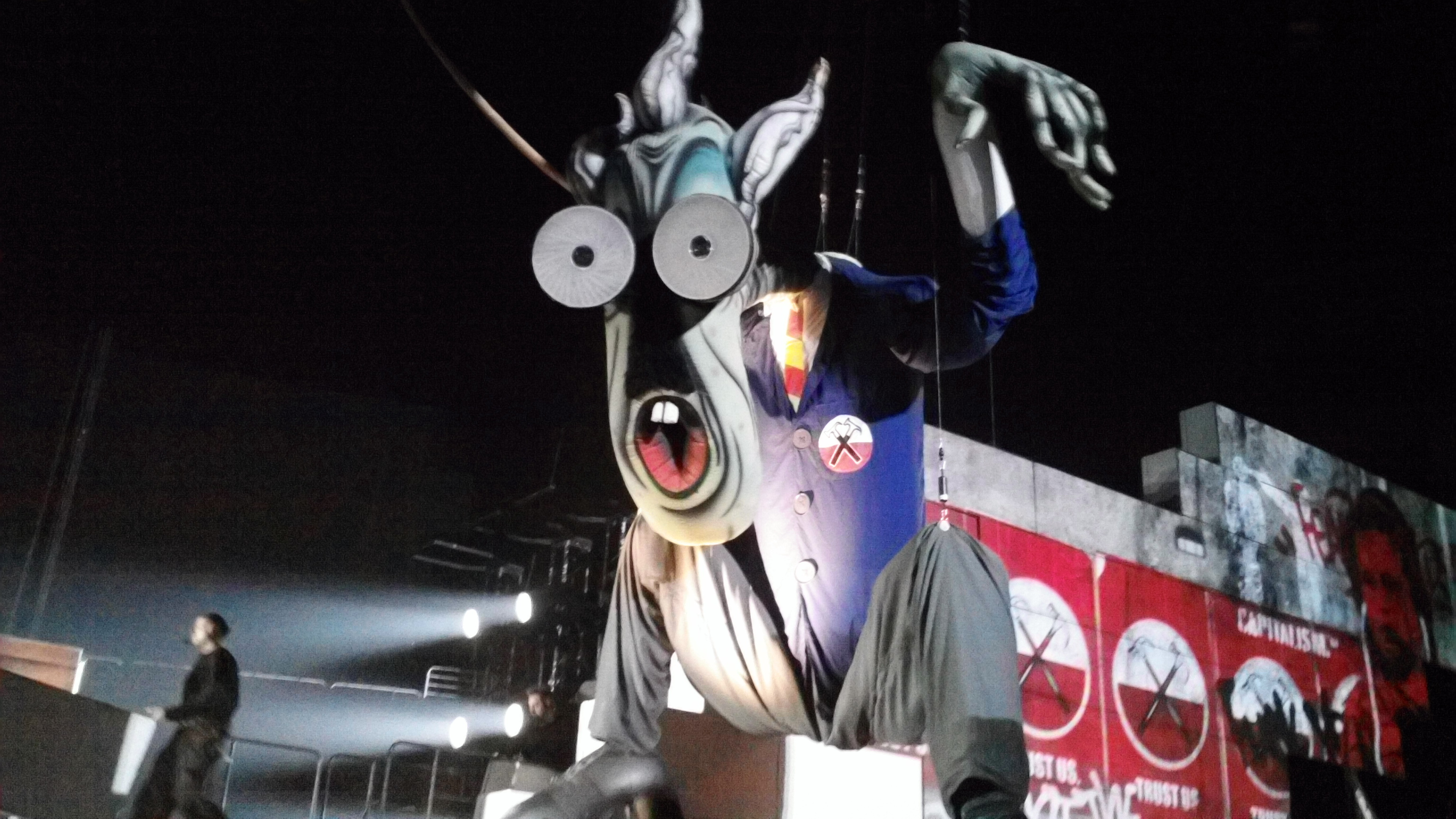
Maestro escolar durante "The Happiest days of our Lives", octubre de 2010.

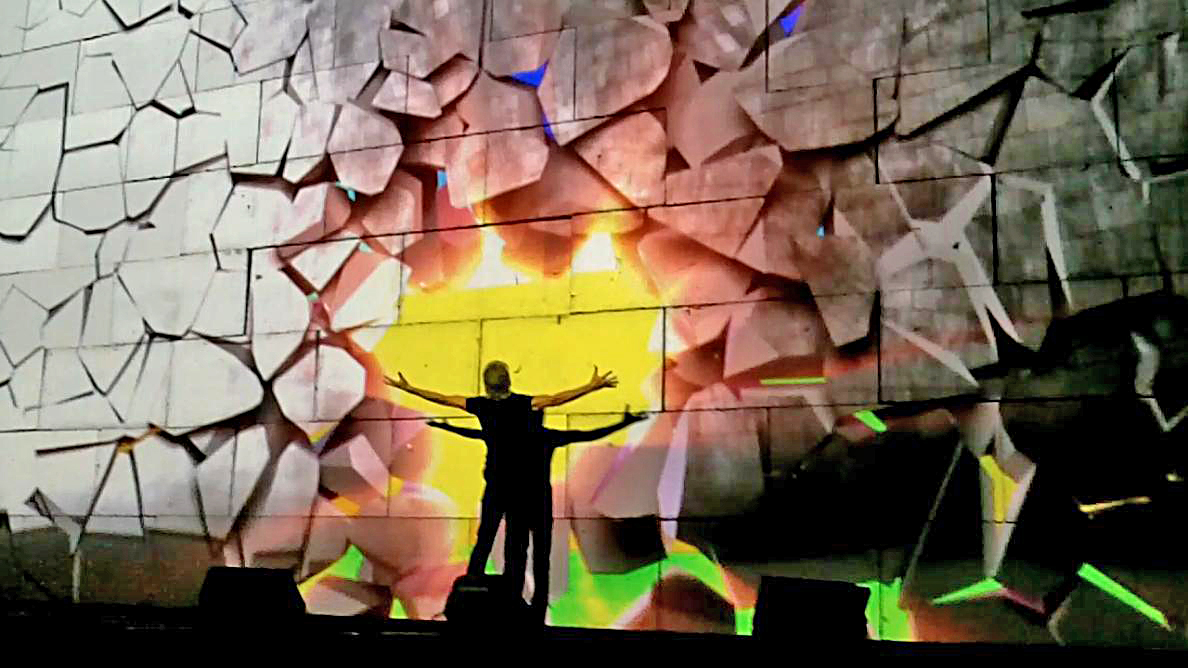
Roger Waters durante "Comfortably Numb".

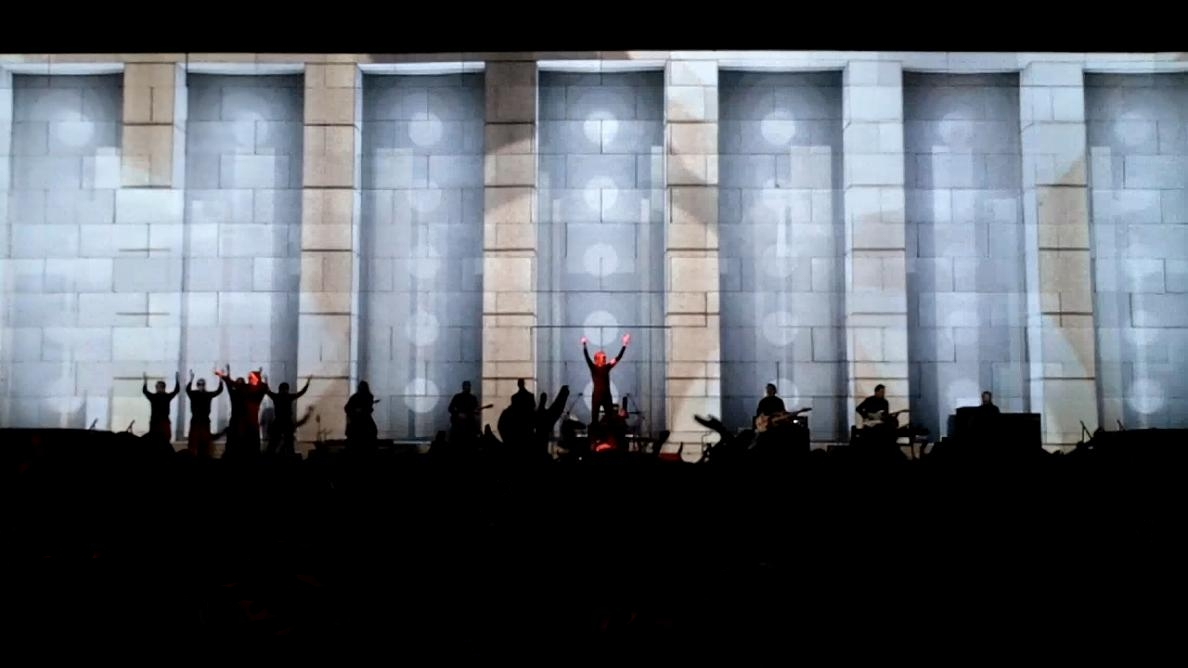
"Run Like Hell" en vivo St. Louis 2010.

- El mítico álbum ha sido interpretado anteriormente por Pink Floyd en su Gira Premiere realizada durante 1980 y 1981 solo en las ciudades de Londres, Dortmund, Nueva York y Los Ángeles, debido a la compleja y costosa puesta en escena que implicaba (para aquella ocasión) dicha ópera rock.

Y luego fue interpretado una vez más por su principal compositor Roger Waters como conmemoración de la caída del muro de Berlín el 21 de julio de 1990 en Potsdamer Platz, congregando a aproximadamente 300 000 personas.

## Lista de canciones
- Primera parte

1. In The Flesh?
2. The Thin Ice
3. Another Brick in the Wall (Part I)
4. The Happiest Days of Our Lives
5. Another Brick in the Wall (Part II)
6. Mother
7. Goodbye Blue Sky
8. Empty Spaces
9. What shall we do now
10. Young Lust
11. One of My Turns
12. Don't Leave Me Now
13. Another Brick in the Wall (Part III)
14. The Last Few Bricks
15. Goodbye Cruel World

- Segunda parte

1. Hey You
2. Is There Anybody Out There?
3. Nobody Home
4. Vera
5. Bring The Boys Back Home
6. Comfortably Numb
7. The Show Must Go On
8. In the Flesh
9. Run Like Hell
10. Waiting for the Worms
11. Stop
12. The Trial
13. Outside The Wall

- Todas las letras escritas por Roger Waters.
- Todos los temas compuestos por Roger Waters excepto "Young Lust" y "The Last Few Bricks", por Waters & Gilmour; "Comfortably Numb" y "Run Like Hell", por David Gilmour, y "The Trial" por Waters & Bob Ezrin.

## Fechas de la gira

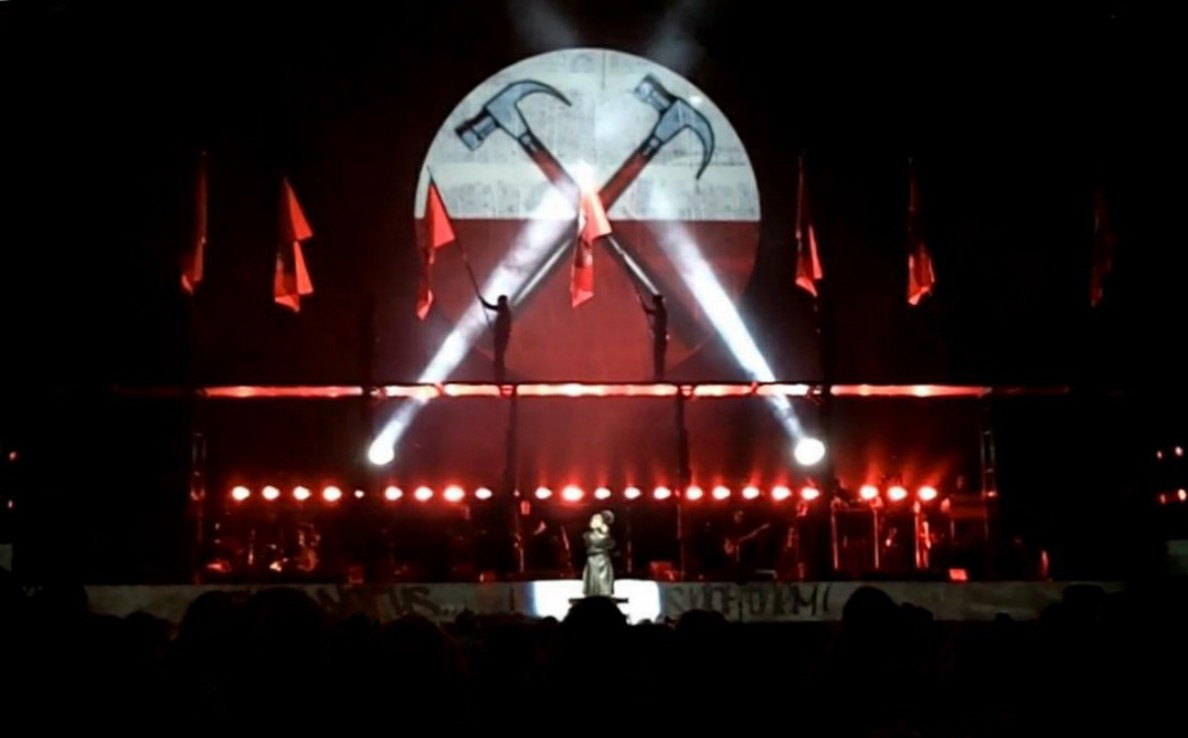
Apertura de la obra con "In The Flesh?".

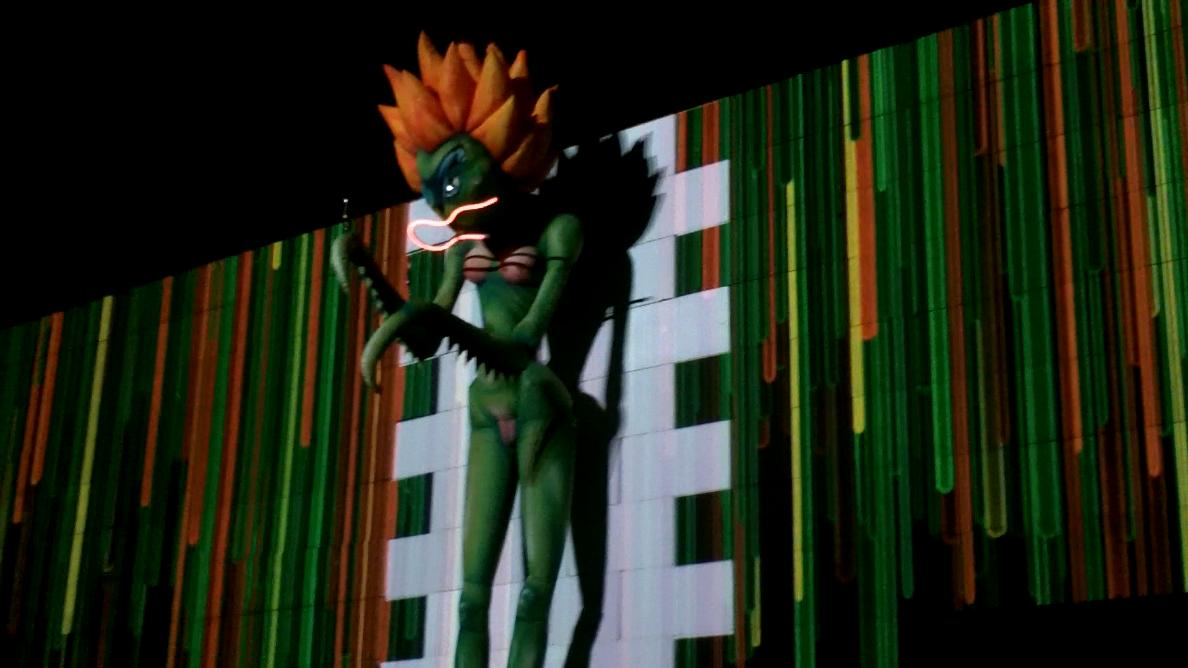
En directo en Omaha durante "Don't leave me now".

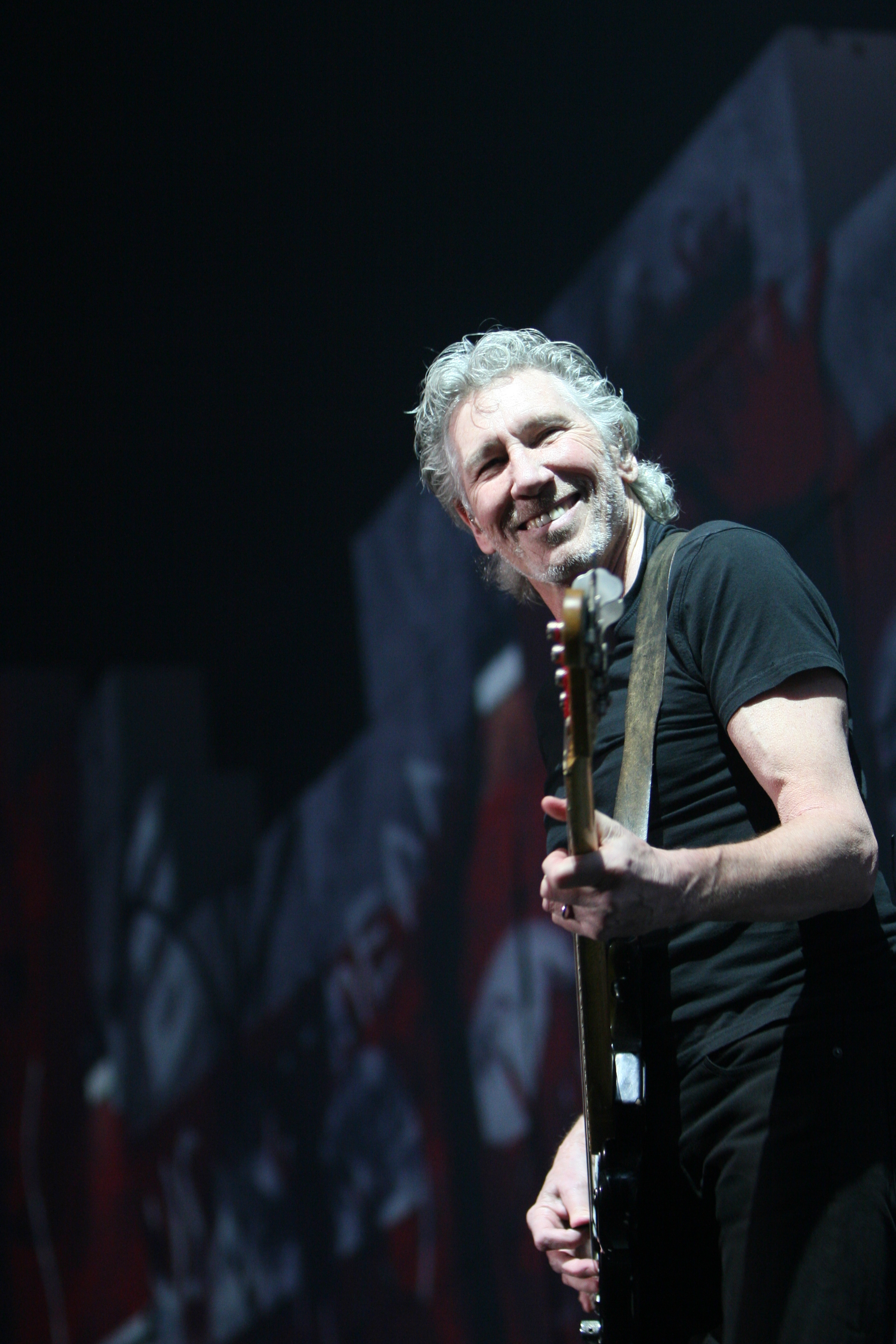
Palau Sant Jordi, Barcelona, España 2011

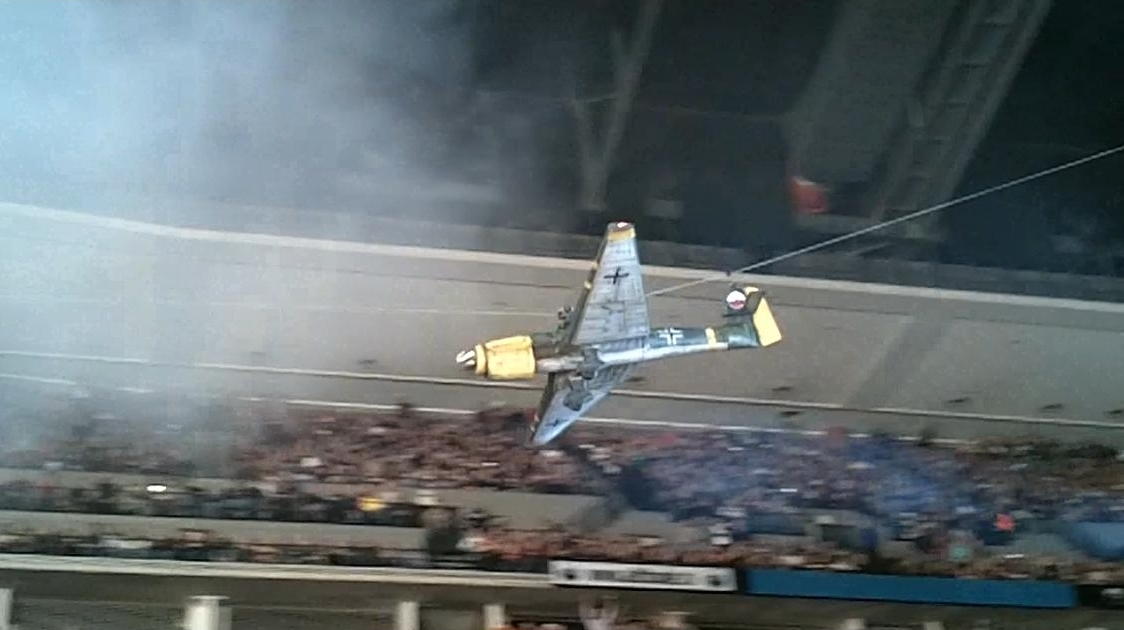
Aeroplano en In the Flesh?

| Fecha                    | Ciudad                | País            | Recinto                                     |
| ------------------------ | --------------------- | --------------- | ------------------------------------------- |
| América del Norte        |                       |                 |                                             |
| 15 de septiembre de 2010 | Toronto               | Canadá          | Air Canada Centre                           |
| 16 de septiembre de 2010 | Toronto               | Canadá          | Air Canada Centre                           |
| 18 de septiembre de 2010 | Toronto               | Canadá          | Air Canada Centre                           |
| 20 de septiembre de 2010 | Chicago               | Estados Unidos  | United Center                               |
| 21 de septiembre de 2010 | Chicago               | Estados Unidos  | United Center                               |
| 23 de septiembre de 2010 | Chicago               | Estados Unidos  | United Center                               |
| 24 de septiembre de 2010 | Chicago               | Estados Unidos  | United Center                               |
| 26 de septiembre de 2010 | Pittsburgh            | Estados Unidos  | Consol Energy Center                        |
| 28 de septiembre de 2010 | Cleveland             | Estados Unidos  | Quicken Loans Arena                         |
| 30 de septiembre de 2010 | Boston                | Estados Unidos  | TD Garden                                   |
| 1 de octubre de 2010     | Boston                | Estados Unidos  | TD Garden                                   |
| 3 de octubre de 2010     | Boston                | Estados Unidos  | TD Garden                                   |
| 5 de octubre de 2010     | Nueva York            | Estados Unidos  | Madison Square Garden                       |
| 6 de octubre de 2010     | Nueva York            | Estados Unidos  | Madison Square Garden                       |
| 8 de octubre de 2010     | Buffalo               | Estados Unidos  | First Niagara Center                        |
| 10 de octubre de 2010    | Washington, D.C.      | Estados Unidos  | Verizon Center                              |
| 12 de octubre de 2010    | Uniondale             | Estados Unidos  | Nassau Veterans Memorial Coliseum           |
| 13 de octubre de 2010    | Uniondale             | Estados Unidos  | Nassau Veterans Memorial Coliseum           |
| 15 de octubre de 2010    | Hartford              | Estados Unidos  | XL Center                                   |
| 17 de octubre de 2010    | Ottawa                | Canadá          | Scotiabank Place                            |
| 19 de octubre de 2010    | Montreal              | Canadá          | Bell Centre                                 |
| 20 de octubre de 2010    | Montreal              | Canadá          | Bell Centre                                 |
| 22 de octubre de 2010    | Columbus              | Estados Unidos  | Value City Arena                            |
| 24 de octubre de 2010    | Auburn Hills          | Estados Unidos  | The Palace of Auburn Hills                  |
| 26 de octubre de 2010    | Omaha                 | Estados Unidos  | Qwest Center Omaha                          |
| 27 de octubre de 2010    | Saint Paul            | Estados Unidos  | Xcel Energy Center                          |
| 29 de octubre de 2010    | St. Louis             | Estados Unidos  | Scottrade Center                            |
| 30 de octubre de 2010    | Kansas City           | Estados Unidos  | Sprint Center                               |
| 3 de noviembre de 2010   | East Rutherford       | Estados Unidos  | Izod Center                                 |
| 4 de noviembre de 2010   | East Rutherford       | Estados Unidos  | Izod Center                                 |
| 6 de noviembre de 2010   | Nueva York            | Estados Unidos  | Madison Square Garden                       |
| 8 de noviembre de 2010   | Filadelfia            | Estados Unidos  | Wells Fargo Center                          |
| 9 de noviembre de 2010   | Filadelfia            | Estados Unidos  | Wells Fargo Center                          |
| 11 de noviembre de 2010  | Filadelfia            | Estados Unidos  | Wells Fargo Center                          |
| 13 de noviembre de 2010  | Sunrise               | Estados Unidos  | BankAtlantic Center                         |
| 14 de noviembre de 2010  | Sunrise               | Estados Unidos  | BankAtlantic Center                         |
| 16 de noviembre de 2010  | Tampa                 | Estados Unidos  | St. Pete Times Forum                        |
| 18 de noviembre de 2010  | Atlanta               | Estados Unidos  | Philips Arena                               |
| 20 de noviembre de 2010  | Houston               | Estados Unidos  | Toyota Center                               |
| 21 de noviembre de 2010  | Dallas                | Estados Unidos  | American Airlines Center                    |
| 23 de noviembre de 2010  | Denver                | Estados Unidos  | Pepsi Center                                |
| 26 de noviembre de 2010  | Paradise              | Estados Unidos  | MGM Grand Garden Arena                      |
| 27 de noviembre de 2010  | Phoenix               | Estados Unidos  | US Airways Center                           |
| 29 de noviembre de 2010  | Los Ángeles           | Estados Unidos  | Staples Center                              |
| 30 de noviembre de 2010  | Los Ángeles           | Estados Unidos  | Staples Center                              |
| 3 de noviembre de 2010   | Oakland               | Estados Unidos  | Oracle Arena                                |
| 5 de diciembre de 2010   | Los Angeles           | Estados Unidos  | Staples Center                              |
| 7 de diciembre de 2010   | San José (California) | Estados Unidos  | HP Pavilion at San Jose                     |
| 8 de diciembre de 2010   | San José (California) | Estados Unidos  | HP Pavilion at San Jose                     |
| 10 de diciembre de 2010  | Vancouver             | Canada          | Rogers Arena                                |
| 11 de diciembre de 2010  | Tacoma                | United States   | Tacoma Dome                                 |
| 13 de diciembre de 2010  | Anaheim               | United States   | Honda Center                                |
| 14 de diciembre de 2010  | Anaheim               | United States   | Honda Center                                |
| 18 de diciembre de 2010  | Ciudad de México      | México          | Palacio de los Deportes                     |
| 19 de diciembre de 2010  | Ciudad de México      | México          | Palacio de los Deportes                     |
| 21 de diciembre de 2010  | Ciudad de México      | México          | Palacio de los Deportes                     |
| Europe                   |                       |                 |                                             |
| 21 de marzo de 2011      | Lisboa                | Portugal        | Pavilhão Atlântico                          |
| 22 de marzo de 2011      | Lisboa                | Portugal        | Pavilhão Atlântico                          |
| 25 de marzo de 2011      | Madrid                | España          | Palacio de Deportes de la Comunidad         |
| 26 de marzo de 2011      | Madrid                | España          | Palacio de Deportes de la Comunidad         |
| 29 de marzo de 2011      | Barcelona             | España          | Palau Sant Jordi                            |
| 30 de marzo de 2011      | Barcelona             | España          | Palau Sant Jordi                            |
| 1 de abril de 2011       | Milán                 | Italia          | Mediolanum Forum                            |
| 2 de abril de 2011       | Milán                 | Italia          | Mediolanum Forum                            |
| 4 de abril de 2011       | Milán                 | Italia          | Mediolanum Forum                            |
| 5 de abril de 2011       | Milán                 | Italia          | Mediolanum Forum                            |
| 8 de abril de 2011       | Arnhem                | Países Bajos    | GelreDome                                   |
| 9 de abril de 2011       | Arnhem                | Países Bajos    | GelreDome                                   |
| 11 de abril de 2011      | Arnhem                | Países Bajos    | GelreDome                                   |
| 13 de abril de 2011      | Zagreb                | Croacia         | Arena Zagreb                                |
| 15 de abril de 2011      | Praga                 | República Checa | O2 Arena                                    |
| 16 de abril de 2011      | Praga                 | República Checa | O2 Arena                                    |
| 18 de abril de 2011      | Łódź                  | Polonia         | Arena Łódź                                  |
| 19 de abril de 2011      | Łódź                  | Polonia         | Arena Łódź                                  |
| 23 de abril de 2011      | Moscú                 | Rusia           | Olimpiyskiy Stadion                         |
| 25 de abril de 2011      | San Petersburgo       | Rusia           | Petersburg Sports and Concert Complex       |
| 27 de abril de 2011      | Helsinki              | Finlandia       | Hartwall Areena                             |
| 28 de abril de 2011      | Helsinki              | Finlandia       | Hartwall Areena                             |
| 30 de abril de 2011      | Bærum                 | Noruega         | Telenor Arena                               |
| 1 de mayo de 2011        | Bærum                 | Noruega         | Telenor Arena                               |
| 4 de mayo de 2011        | Estocolmo             | Suecia          | Ericsson Globe                              |
| 5 de mayo de 2011        | Estocolmo             | Suecia          | Ericsson Globe                              |
| 7 de mayo de 2011        | Copenhague            | Dinamarca       | Parken Stadium                              |
| 11 de mayo de 2011       | Londres               | Reino Unido     | The O2 Arena                                |
| 12 de mayo de 2011       | Londres               | Reino Unido     | The O2 Arena                                |
| 14 de mayo de 2011       | Londres               | Reino Unido     | The O2 Arena                                |
| 15 de mayo de 2011       | Londres               | Reino Unido     | The O2 Arena                                |
| 17 de mayo de 2011       | Londres               | Reino Unido     | The O2 Arena                                |
| 18 de mayo de 2011       | Londres               | Reino Unido     | The O2 Arena                                |
| 20 de mayo de 2011       | Mánchester            | Reino Unido     | Manchester Evening News Arena               |
| 21 de mayo de 2011       | Mánchester            | Reino Unido     | Manchester Evening News Arena               |
| 23 de mayo de 2011       | Dublín                | Irlanda         | The O2                                      |
| 24 de mayo de 2011       | Dublín                | Irlanda         | The O2                                      |
| 27 de mayo de 2011       | Amberes               | Bélgica         | Sportpaleis                                 |
| 28 de mayo de 2011       | Amberes               | Bélgica         | Sportpaleis                                 |
| 30 de mayo de 2011       | París                 | Francia         | Palais Omnisports de Paris-Bercy            |
| 31 de mayo de 2011       | París                 | Francia         | Palais Omnisports de Paris-Bercy            |
| 3 de junio de 2011       | Mannheim              | Alemania        | SAP Arena                                   |
| 4 de junio de 2011       | Mannheim              | Alemania        | SAP Arena                                   |
| 6 de junio de 2011       | Zúrich                | Suiza           | Hallenstadion                               |
| 7 de junio de 2011       | Zúrich                | Suiza           | Hallenstadion                               |
| 10 de junio de 2011      | Hamburgo              | Alemania        | O2 World Hamburg                            |
| 11 de junio de 2011      | Hamburgo              | Alemania        | O2 World Hamburg                            |
| 13 de junio de 2011      | Herning               | Dinamarca       | Jyske Bank Boxen                            |
| 15 de junio de 2011      | Berlín                | Alemania        | O2 World Berlin                             |
| 16 de junio de 2011      | Berlín                | Alemania        | O2 World Berlin                             |
| 18 de junio de 2011      | Düsseldorf            | Alemania        | Esprit Arena                                |
| 20 de junio de 2011      | Múnich                | Alemania        | Olympiahalle                                |
| 22 de junio de 2011      | Budapest              | Hungría         | Budapest Sports Arena                       |
| 24 de junio de 2011      | Zúrich                | Suiza           | Hallenstadion                               |
| 25 de junio de 2011      | Zúrich                | Suiza           | Hallenstadion                               |
| 27 de junio de 2011      | Birmingham            | Reino Unido     | National Indoor Arena                       |
| 28 de junio de 2011      | Manchester            | Reino Unido     | Manchester Evening News Arena               |
| 30 de junio de 2011      | París                 | Francia         | Palais Omnisports de Paris-Bercy            |
| 1 de julio de 2011       | París                 | Francia         | Palais Omnisports de Paris-Bercy            |
| 3 de julio de 2011       | Milán                 | Italia          | Mediolanum Forum                            |
| 4 de julio de 2011       | Milán                 | Italia          | Mediolanum Forum                            |
| 8 de julio de 2011       | Athens                | Grecia          | Olympic Indoor Hall                         |
| 9 de julio de 2011       | Athens                | Grecia          | Olympic Indoor Hall                         |
| 12 de julio de 2011      | Athens                | Grecia          | Olympic Indoor Hall                         |
| Oceania                  |                       |                 |                                             |
| 27 de enero de 2012      | Perth                 | Australia       | Burswood Dome                               |
| 28 de enero de 2012      | Perth                 | Australia       | Burswood Dome                               |
| 1 de febrero de 2012     | Brisbane              | Australia       | Brisbane Entertainment Centre               |
| 2 de febrero de 2012     | Brisbane              | Australia       | Brisbane Entertainment Centre               |
| 4 de febrero de 2012     | Brisbane              | Australia       | Brisbane Entertainment Centre               |
| 7 de febrero de 2012     | Melbourne             | Australia       | Rod Laver Arena                             |
| 8 de febrero de 2012     | Melbourne             | Australia       | Rod Laver Arena                             |
| 10 de febrero de 2012    | Melbourne             | Australia       | Rod Laver Arena                             |
| 11 de febrero de 2012    | Melbourne             | Australia       | Rod Laver Arena                             |
| 14 de febrero de 2012    | Sídney                | Australia       | Allphones Arena                             |
| 15 de febrero de 2012    | Sídney                | Australia       | Allphones Arena                             |
| 18 de febrero de 2012    | Auckland              | Nueva Zelanda   | Vector Arena                                |
| 20 de febrero de 2012    | Auckland              | Nueva Zelanda   | Vector Arena                                |
| 22 de febrero de 2012    | Auckland              | Nueva Zelanda   | Vector Arena                                |
| 23 de febrero de 2012    | Auckland              | Nueva Zelanda   | Vector Arena                                |
| Sudamérica               |                       |                 |                                             |
| 2 de marzo de 2012       | Santiago              | Chile           | Estadio Nacional Julio Martínez Prádanos    |
| 3 de marzo de 2012       | Santiago              | Chile           | Estadio Nacional Julio Martínez Prádanos    |
| 7 de marzo de 2012       | Buenos Aires          | Argentina       | Estadio Monumental Antonio Vespucio Liberti |
| 9 de marzo de 2012       | Buenos Aires          | Argentina       | Estadio Monumental Antonio Vespucio Liberti |
| 10 de marzo de 2012      | Buenos Aires          | Argentina       | Estadio Monumental Antonio Vespucio Liberti |
| 12 de marzo de 2012      | Buenos Aires          | Argentina       | Estadio Monumental Antonio Vespucio Liberti |
| 14 de marzo de 2012      | Buenos Aires          | Argentina       | Estadio Monumental Antonio Vespucio Liberti |
| 15 de marzo de 2012      | Buenos Aires          | Argentina       | Estadio Monumental Antonio Vespucio Liberti |
| 17 de marzo de 2012      | Buenos Aires          | Argentina       | Estadio Monumental Antonio Vespucio Liberti |
| 18 de marzo de 2012      | Buenos Aires          | Argentina       | Estadio Monumental Antonio Vespucio Liberti |
| 20 de marzo de 2012      | Buenos Aires          | Argentina       | Estadio Monumental Antonio Vespucio Liberti |
| 25 de marzo de 2012      | Porto Alegre          | Brasil          | Estadio Beira-Rio                           |
| 29 de marzo de 2012      | Río de Janeiro        | Brasil          | Estadio Olímpico João Havelange             |
| 1 de abril de 2012       | São Paulo             | Brasil          | Estádio do Morumbi                          |
| 3 de abril de 2012       | São Paulo             | Brasil          | Estádio do Morumbi                          |
| North America            |                       |                 |                                             |
| 27 de abril de 2012      | Mexico City           | México          | Foro Sol                                    |
| 28 de abril de 2012      | Mexico City           | México          | Foro Sol                                    |
| 1 de mayo de 2012        | Houston               | Estados Unidos  | Toyota Center                               |
| 3 de mayo de 2012        | Austin                | Estados Unidos  | Frank Erwin Center                          |
| 5 de mayo de 2012        | Tulsa                 | Estados Unidos  | BOK Center                                  |
| 7 de mayo de 2012        | Denver                | Estados Unidos  | Pepsi Center                                |
| 11 de mayo de 2012       | San Francisco         | Estados Unidos  | AT&T Park                                   |
| 13 de mayo de 2012       | San Diego             | Estados Unidos  | Valley View Casino Center                   |
| 15 de mayo de 2012       | Phoenix               | Estados Unidos  | US Airways Center                           |
| 19 de mayo de 2012       | Los Angeles           | Estados Unidos  | Los Angeles Memorial Coliseum               |
| 22 de mayo de 2012       | Portland              | Estados Unidos  | Rose Garden                                 |
| 24 de mayo de 2012       | Seattle               | Estados Unidos  | KeyArena                                    |
| 26 de mayo de 2012       | Vancouver             | Canadá          | BC Place                                    |
| 28 de mayo de 2012       | Edmonton              | Canadá          | Rexall Place                                |
| 29 de mayo de 2012       | Edmonton              | Canadá          | Rexall Place                                |
| 31 de mayo de 2012       | Winnipeg              | Canadá          | MTS Centre                                  |
| 1 de junio de 2012       | Winnipeg              | Canadá          | MTS Centre                                  |
| 3 de junio de 2012       | Saint Paul            | Estados Unidos  | Xcel Energy Center                          |
| 5 de junio de 2012       | Detroit               | Estados Unidos  | Joe Louis Arena                             |
| 6 de junio de 2012       | Grand Rapids          | Estados Unidos  | Van Andel Arena                             |
| 8 de junio de 2012       | Chicago               | Estados Unidos  | Wrigley Field                               |
| 10 de junio de 2012      | Louisville            | Estados Unidos  | KFC Yum! Center                             |
| 11 de junio de 2012      | Indianapolis          | Estados Unidos  | Bankers Life Fieldhouse                     |
| 13 de junio de 2012      | Atlanta               | Estados Unidos  | Philips Arena                               |
| 15 de junio de 2012      | Sunrise               | Estados Unidos  | BankAtlantic Center                         |
| 16 de junio de 2012      | Orlando               | Estados Unidos  | Amway Center                                |
| 19 de junio de 2012      | Nashville             | Estados Unidos  | Bridgestone Arena                           |
| 21 de junio de 2012      | Buffalo               | Estados Unidos  | First Niagara Center                        |
| 23 de junio de 2012      | Toronto               | Canada          | Rogers Centre                               |
| 25 de junio de 2012      | Ottawa                | Canada          | Scotiabank Place                            |
| 26 de junio de 2012      | Montreal              | Canada          | Bell Centre                                 |
| 28 de junio de 2012      | Albany                | Estados Unidos  | Times Union Center                          |
| 29 de junio de 2012      | Hartford              | Estados Unidos  | XL Center                                   |
| 1 de julio de 2012       | Boston                | Estados Unidos  | Fenway Park                                 |
| 3 de julio de 2012       | Pittsburgh            | Estados Unidos  | Consol Energy Center                        |
| 6 de julio de 2012       | Nueva York            | Estados Unidos  | Yankee Stadium                              |
| 7 de julio de 2012       | Nueva York            | Estados Unidos  | Yankee Stadium                              |
| 9 de julio de 2012       | Raleigh               | Estados Unidos  | PNC Arena                                   |
| 10 de julio de 2012      | Charlotte             | Estados Unidos  | Time Warner Cable Arena                     |
| 12 de julio de 2012      | Washington, D.C.      | Estados Unidos  | Verizon Center                              |
| 14 de julio de 2012      | Filadelfia            | Estados Unidos  | Citizens Bank Park                          |
| 21 de julio de 2012      | Quebec City           | Canadá          | Plains of Abraham                           |

### Lugares de la gira y ganancias
| Lugar del evento                 | Ciudad           | Entradas: vendidas / disponibles | Ganancias brutas |
| -------------------------------- | ---------------- | -------------------------------- | ---------------- |
| Air Canada Centre                | Toronto          | 40,922 / 40,922 (100%)           | $5,623,300       |
| United Center                    | Chicago          | 45,653 / 47,487 (96%)            | $5,400,900       |
| CONSOL Energy Center             | Pittsburgh       | 12,561 / 12,561 (100%)           | $1,316,224       |
| Quicken Loans Arena              | Cleveland        | 12,369 / 13,320 (93%)            | $1,229,950       |
| TD Garden                        | Boston           | 34,120 / 34,626 (99%)            | $3,836,070       |
| Madison Square Garden            | Nueva York       | 36,704 / 36,704 (100%)           | $5,449,885       |
| HSBC Arena                       | Buffalo          | 13,718 / 13,718 (100%)           | $1,493,334       |
| Verizon Center                   | Washington, D.C. | 12,865 / 12,865 (100%)           | $2,017,970       |
| Nassau Coliseum                  | Uniondale        | 21,147 / 21,147 (100%)           | $2,365,175       |
| XL Center                        | Hartford         | 11,647 / 11,647 (100%)           | $1,534,942       |
| Scotiabank Place                 | Ottawa           | 12,699 / 12,699 (100%)           | $1,346,000       |
| Centre Bell                      | Montreal         | 27,210 / 27,210 (100%)           | $3,482,540       |
| Schottenstein Center             | Columbus         | 12,010 / 12,010 (100%)           | $1,325,804       |
| Palace of Auburn Hills           | Auburn Hills     | 13,481 / 13,481 (100%)           | $1,536,384       |
| Qwest Center                     | Omaha            | 9,471 / 9,897 (96%)              | $898,513         |
| Xcel Energy Center               | Saint Paul       | 14,130 / 14,130 (100%)           | $1,704,884       |
| Scottrade Center                 | San Luis         | 12,574 / 12,574 (100%)           | $1,341,058       |
| Sprint Center                    | Kansas City      | 11,458 / 11,458 (100%)           | $1,253,051       |
| Izod Center                      | East Rutherford  | 25,690 / 25,690 (100%)           | $3,385,970       |
| Wells Fargo Center               | Filadelfia       | 39,280 / 39,280 (100%)           | $5,474,340       |
| Bank Atlantic Center             | Sunrise          | 24,939 / 24,939 (100%)           | $2,956,233       |
| St Pete Times Forum              | Tampa            | 14,630 / 15,650 (93%)            | $1,784,297       |
| Philips Arena                    | Atlanta          | 12,665 / 12,665 (100%)           | $1,772,797       |
| Toyota Center                    | Houston          | 11,443 / 11,443 (100%)           | $1,541,128       |
| American Airlines Center         | Dallas           | 12,804 / 12,804 (100%)           | $1,673,754       |
| Pepsi Center                     | Denver           | 11,801 / 11,801 (100%)           | $1,491,145       |
| MGM Grand Garden                 | Paradise         | 12,661 / 12,661 (100%)           | $1,992,350       |
| US Airways Center                | Phoenix          | 12,234 / 12,234 (100%)           | $1,428,183       |
| STAPLES Center                   | Los Angeles      | 36,621 / 36,621 (100%)           | $5,408,750       |
| Oracle Arena                     | Oakland          | 12,579 / 12,579 (100%)           | $1,536,895       |
| HP Pavilion                      | San Jose         | 23,209 / 23,209 (100%)           | $3,106,707       |
| Rogers Arena                     | Vancouver        | 13,159 / 13,159 (100%)           | $1,940,070       |
| Tacoma Dome                      | Tacoma           | 19,785 / 19,785 (100%)           | $2,194,338       |
| Honda Center                     | Anaheim          | 23,854 / 23,854 (100%)           | $3,321,700       |
| Palacio de los Deportes          | México, D. F.    | 42,864 / 42,864 (100%)           | $4,788,270       |
| MEO Arena                        | Lisboa           | 31,170 / 31,170 (100%)           | $2,593,376       |
| Palacio de los Deportes          | Madrid           | 29,338 / 29,338 (100%)           | $2,135,012       |
| Palau Sant Jordi                 | Barcelona        | 28,738 / 28,738(100%)            | $2,079,519       |
| Mediolanum Forum                 | Milán            | 38,513 / 38,513 (100%)           | $3,888,218       |
| Gelredome                        | Arnhem           | 88,693 / 88,693 (100%)           | $8,632,039       |
| Arena Zagreb                     | Zagreb           | 17,004 / 17,004 (100%)           | $1,122,965       |
| O2 Arena                         | Praga            | 29,095 / 29,095 (100%)           | $3,495,960       |
| Atlas Arena                      | Lodz             | 26,231 / 26,231 (100%)           | $2,248,310       |
| Olympiski                        | Moscú            | 21,894 / 21,894 (100%)           | $1,904,778       |
| SKK Arena                        | San Petersburgo  | 15,998 / 15,998 (100%)           | $1,542,045       |
| Hartwall Areena                  | Helsinki         | 20,583 / 20,583(100%)            | $2,291,537       |
| Telenor Arena                    | Bærum            | 36,034 / 36,034 (100%)           | $5,597,370       |
| Ericsson Globe                   | Estocolmo        | 23,212 / 23,212 (100%)           | $3,127,365       |
| Parken Stadion                   | Copenhague       | 46,825 / 46,825 (100%)           | $5,151,114       |
| The O2 Arena                     | Londres          | 89,182 / 90,006 (99%)            | $10,232,800      |
| Evening News Arena               | Manchester       | 25,006 / 25,239 (99%)            | $2,989,250       |
| The O2                           | Dublin           | 24,540 / 24,540 (100%)           | $2,370,038       |
| Sportspaleis                     | Amberes          | 24,977 / 24,977 (100%)           | $2,703,230       |
| Palais Omnisports de Paris-Bercy | Paris            | 28,000 / 28,000 (100%)           | $2,967,148       |
| SAP Arena                        | Mannheim         | 16,444 / 16,444 (100%)           | $2,226,201       |
| Hallenstadion                    | Zúrich           | 39,811 / 39,811 (100%)           | $9,633,656       |
| O2 World                         | Hamburgo         | 19,839 / 19,839 (100%)           | $2,605,683       |
| Jyske Bank Boxen                 | Herning          | 13,564 / 13,564 (100%)           | $1,595,402       |
| O2 World                         | Berlin           | 21,961 / 21,961 (100%)           | $2,734,176       |
| Esprit Arena                     | Düsseldorf       | 33,299 / 33,299 (100%)           | $3,784,690       |
| Olympiahalle                     | Munich           | 9,888 / 9,888 (100%)             | $1,343,821       |
| Papp Laszlo Sportarena           | Budapest         | 13,445 / 13,445 (100%)           | $1,333,913       |
| National Indoor Arena            | Birmingham       | 9,326 / 9,326 (100%)             | $1,142,757       |
| Evening News Arena               | Manchester       | 11,811 / 11,811 (100%)           | $1,438,940       |
| Palais Omnisports de Paris-Bercy | Paris            | 28,764 / 28,764 (100%)           | $3,048,832       |
| Mediolanum Forum                 | Milán            | 21,005 / 21,005 (100%)           | $1,335,100       |
| OAKA Olympic Indoor Hall         | Atenas           | 35,005 / 35,005 (100%)           | $2,559,048       |
| Burswood Dome                    | Perth            | 19,523 / 19,523 (100%)           | $3,637,000       |
| Entertainment Center             | Brisbane         | 25,359 / 25,359 (100%)           | $4,268,040       |
| Rod Laver Arena                  | Melbourne        | 38,586 / 38,586 (100%)           | $6,900,750       |
| Allphones Arena                  | Sidney           | 22,994 / 22,994 (100%)           | $4,314,050       |
| Vector Arena                     | Auckland         | 39,096 / 39,096 (100%)           | $6,149,610       |
| Estadio Nacional                 | Santiago         | 93,926 / 94,875 (99%)            | $9,297,778       |
| Estadio River Plate              | Buenos Aires     | 430,678 / 444,906 (97%)          | $37,970,877      |
| Estadio Beira-Rio                | Porto Alegre     | 42,436 / 46,671 (91%)            | $5,950,540       |
| Estadio Olímpico Joao Havelange  | Río de Janeiro   | 43,046 / 53,219 (81%)            | $4,839,180       |
| Estadio do Morumbi               | Sao Paulo        | 99,869 / 107,621 (93%)           | $12,512,600      |
| Foro Sol                         | Mexico D.F.      | 82,811 / 82,811 (100%)           | $7,596,861       |
| Toyota Center                    | Houston          | 11,264 / 11,264 (100%)           | $1,365,855       |
| Frank Erwin Center               | Austin           | 10,230 / 10,230 (100%)           | $1,188,971       |
| BOK Center                       | Tulsa            | 10,651 / 10,651 (100%)           | $1,198,062       |
| Pepsi Center                     | Denver           | 11,800 / 11,800 (100%)           | $1,443,249       |
| AT&T Park                        | San Francisco    | 33,193 / 33,193 (100%)           | $4,151,511       |
| Valley View Casino Center        | San Diego        | 10,219 / 10,219 (100%)           | $1,323,031       |
| US Airways Center                | Phoenix          | 11,585 / 11,585 (100%)           | $1,255,271       |
| LA Memorial Coliseum             | Los Angeles      | 45,751 / 45,751 (100%)           | $3,544,731       |
| Rose Garden                      | Portland         | 12,275 / 12,275 (100%)           | $1,316,751       |
| KeyArena                         | Seattle          | 12,006 / 12,006 (100%)           | $1,481,010       |
| BC Place                         | Vancouver        | 36,013 / 36,013 (100%)           | $3,820,182       |
| Rexall Place                     | Edmonton         | 24,419 / 24,419 (100%)           | $3,085,732       |
| MTS Centre                       | Winnipeg         | 20,754 / 20,754 (100%)           | $2,384,855       |
| Xcel Energy Center               | Saint Paul       | 12,889 / 12,889 (100%)           | $1,420,771       |
| Joe Louis Arena                  | Detroit          | 11,406 / 11,406 (100%)           | $1,222,904       |
| Van Andel Arena                  | Grand Rapids     | 9,388 / 9,388 (100%)             | $1,042,274       |
| Wrigley Field                    | Chicago          | 36,881 / 36,881 (100%)           | $4,388,860       |
| KFC Yum! Center                  | Louisville       | 12,547 / 14,666 (86%)            | $1,295,669       |
| Bankers Life Fieldhouse          | Indianapolis     | 11,248 / 11,248 (100%)           | $1,288,131       |
| Philips Arena                    | Atlanta          | 10,707 / 10,707 (100%)           | $1,256,465       |
| Bank Atlantic Center             | Sunrise          | 12,299 / 12,299 (100%)           | $1,522,098       |
| Amway Center                     | Orlando          | 11,878 / 11,878 (100%)           | $1,383,781       |
| Bridgestone Arena                | Nashville        | 12,748 / 12,748 (100%)           | $1,356,251       |
| First Niagara Center             | Buffalo          | 12,996 / 12,996 (100%)           | $1,327,184       |
| Rogers Centre                    | Toronto          | 40,328 / 40,328 (100%)           | $3,876,736       |
| ScotiaBank Place                 | Ottawa           | 11,604 / 11,604 (100%)           | $1,239,283       |
| Bell Centre                      | Montreal         | 14,305 / 14,305 (100%)           | $1,740,898       |
| Times Union Center               | Albany           | 10,963 / 10,963 (100%)           | $1,155,427       |
| XL Center                        | Hartford         | 11,225 / 11,225 (100%)           | $1,421,495       |
| Fenway Park                      | Boston           | 27,847 / 27,847 (100%)           | $3,620,675       |
| CONSOL Energy Center             | Pittsburgh       | 12,488 / 12,488 (100%)           | $1,269,078       |
| Yankee Stadium                   | Nueva York       | 62,188 / 62,188 (100%)           | $7,375,030       |
| PNC Arena                        | Raleigh          | 11,913 / 11,913 (100%)           | $1,259,326       |
| Time Warner Cable Arena          | Charlotte        | 12,540 / 12,540 (100%)           | $1,256,734       |
| Verizon Center                   | Washington D.C   | 12,901 / 12,901 (100%)           | $1,683,729       |
| Citizens Bank Park               | Filadelfia       | 36,773 / 36,773 (100%)           | $4,270,942       |
| Plains of Abraham                | Quebec           | 71,021 / 75,000 (100%)           | $7,391,936       |
| TOTAL                            | TOTAL            | 3,303,719 / 3,352,947 (98.5%)    | $377,368,148     |